# 匡蒂科 (馬里蘭州)
匡蒂科（英語：Quantico）是位於美國馬里蘭州威科米科縣的一個普查規定居民點。

## 人口
根據2020年美國人口普查的數據，匡蒂科的面積為5.70平方千米，當中陸地面積為5.45平方千米，而水域面積為0.25平方千米。當地共有人口148人，而人口密度為每平方千米25.96人。